# Hacia rutas salvajes (libro)
Hacia rutas salvajes (en su versión original en inglés: Into The Wild) es un libro publicado por Jon Krakauer en 1996, que en el año 2007 fue adaptado al cine por el director Sean Penn, bajo el título original de Into the Wild.
Christopher McCandless, un joven proveniente de una acomodada familia, en 1990 y luego de haberse graduado de la Universidad Emory de Atlanta, decidió emprender un viaje sin decirle a nadie su lugar de destino ni cuales eran sus intenciones. Dos años más tarde sería encontrado muerto en el interior de Alaska.
Su caso se dio a conocer a través del reportaje de la revista Outside hecho por el periodista Jon Krakauer. Este último, interesado en las motivaciones y las condiciones que soportó Chris, decidió indagar aún más en la historia de este joven. Hacia rutas salvajes narra casi en su totalidad los hechos desde el punto de vista de las últimas personas con las que Chris interactuó antes de internarse en las salvajes tierras de Alaska, lugar donde finalmente encontraría su muerte. Además, el autor añade pasajes de su propia vida como amante de la naturaleza y de la vida en la montaña, haciendo referencia a las pequeñas similitudes que comparte con Chris. Al mismo tiempo, trata de dilucidar aquellos factores claves en la vida del joven que lo llevaron a tomar la decisión de adentrarse en aquella última ruta, alejándose completamente de su familia y cualquier indicio de civilización.

## Estructura
El libro está compuesto por una nota del autor, 18 capítulos, un epílogo y agradecimientos.

## Resumen por capítulos

### Capítulo 1: El Interior de Alaska (I)
El autor comienza la novela presentando una postal enviada por Alex a Wayne Westerberg.

27 de abril de 1992
   ¡Recuerdos desde Fairbanks! Esto es lo último que sabrás de mí, Wayne.
Estoy aquí desde hace dos días. Viajar a dedo por el Territorio del Yukon ha sido difícil, pero al final he conseguido llegar.
   Por favor, devuelve mi correo a los remitentes. Puede pasar mucho tiempo antes de que regrese al sur. Si esta aventura termina mal y nunca vuelves a  tener noticias mías, quiero que sepas que te considero un gran hombre. Ahora  me dirijo hacia tierras salvajes.
ALEX 

Posteriormente, la historia inicia cuando a unos kilómetros de Fairbanks, Jim Gallien divisa junto a la autopista a un joven de unos 19 años haciendo autostop. A pesar de que el chico llevaba un rifle al hombro, esto no fue suficiente para intimidar a Jim, quien decidió llevarlo. Chris subió al automóvil y se presentó ante el conductor con el nombre de Alex. Jim describió al joven de la siguiente forma:

Medía cosa de metro setenta y su complexión era enjuta y nervuda. Aseguró que tenía 24 años y que era de Dakota del Sur. Le explicó que quería que lo llevaran hasta los lindes del Parque Nacional del Denali y que luego se internaría a pie por los bosques para «vivir durante unos meses de lo que encontrara en el monte».
Jon Krakauer, Hacia rutas salvajes, p. 16

Siendo un experimentado cazador y preocupado por lo poco preparado que Alex iba para semejante travesía, Jim intentó convencerlo de que abandonará la idea, comentándole que en la región casi no existían presas para cazar y que podía encontrarse con osos. Además, se ofreció a llevarlo hasta Anchorage, comprarle algo de ropa y equipo, traerlo de vuelta y dejarlo donde quisiera. Sin embargo, Alex era demasiado terco y parecía tener una respuesta ingeniosa para cualquier problemática que Jim le impusiera, por lo que al llegar a su destino sólo aceptó unos emparedados hechos por la esposa de Jim y unas botas viejas que este le ofreció.

### Capítulo 2: La senda de la Estampida (I)
Este capítulo inicia con una inscripción que Alex grabó en un trozo de madera y luego continúa con una cita del libro Colmillo Blanco de Jack London.

Jack London es el Rey
Alexander Supertramp, Mayo 1992 

Posterior a esto, procede a describir La Ruta de La Estampida.

Entre las crestas silíceas de las dos escarpaduras más externas de la cordillera Exterior corre de este a oeste una depresión de unos ocho kilómetros, alfombrada con una cenagosa amalgama de tremedales, espesuras de alisos y vetas de esqueléticos abetos. La Senda de la Estampida, la ruta que siguió Chris McCandless para adentrarse entierras salvajes, pasa serpenteando a través de ese ondulante laberinto de valles.
Jon Krakauer, Hacia rutas salvajes, p. 24

Esta ruta fue creada gracias a un legendario minero llamado Earl Pilgrim, quien abrió el camino en los años treinta. Más tarde, una empresa constructora llamada Yutan obtuvo un contrato del estado para asfaltarla con el fin de facilitar la ruta para los camiones. Sin embargo, no se hicieron puentes por los numerosos ríos que la cruzan, por lo que se encuentra abandonada y sólo algunos lugareños la transitan para ir de caza. Es así como tres cazadores emprendieron el viaje hacia un autobús abandonado por la empresa constructora, que se convirtió en una suerte de tradición para quienes pretendían ir a cazar por la zona. Después de realizar distintas peripecias para lograr llegar al lugar, se encontraron con una pareja que observaba con terror el autobús. Al acercarse notaron un fuerte olor a putrefacción y al mirar en su interior, dentro de un saco de dormir, se encontraba un cadáver. 

### Capítulo 3: Carthage (...
Krakauer inicia este tercer capítulo con un pasaje subrayado por Alex del libro Felicidad Familiar de León Tolstoi. Luego procede a presentar una cita sobre el nomadismo del libro The American West as Living Space de Wallace Stegner.

Quería movimiento, no una existencia sosegada. Quería emoción y peligro, así como la oportunidad de sacrificarme por amor. Me sentía henchido de tanta energía que no podía canalizarla a través de la vida tranquila que llevábamos.
León Tolstoi, Felicidad Familiar

La historia continúa dos meses antes de que se hallara el cuerpo de Alex, en el momento en que Wayne Westerberg se encuentra en el único bar del pueblo de Carthageen en Dakota del Sur, recordando al muchacho y la forma en cómo lo conoció. En 1990, Wayne lo vio haciendo autostop y decidió llevarlo. Posteriormente le dio alojamiento durante 3 días y en el momento en que el chico reanudó su viaje, le ofreció trabajo en caso de que volviera por el pueblo. Un par de semanas después, Alex volvió y demostró ser un trabajador dedicado. Sin embargo, tuvo que marcharse cuando Wayne fue condenado a cuatro meses de cárcel por un delito que cometió. Desde ese momento Alex comenzó a decir que provenía de Dakota del Sur.
Luego se explica, que Chris era un buen estudiante y que cuando se graduó le informó a su familia que “desaparecería por un tiempo”, situación que sus padres y su hermana interpretaron como uno de los tantos viajes que el joven realizaba por sí solo.
Además, se comenta que durante sus años de universidad, Chris decidió vivir austeramente como forma de preparación para la difícil travesía que pensaba realizar. Por otro lado, también se menciona que Chris estaba en completo desacuerdo con el estilo de vida de su familia y sentía que al graduarse por fin podría liberarse de ese mundo de seguridad y bienestar material.

### Capítulo 4: La Corriente Detrítica
En esta ocasión, el autor inicia el capítulo con una frase del libro Man in the Landscape: a Historic View of the Esthetics of Nature de Paul Shepard.
En 1990, unos guardias encontraron un viejo Datsun abandonado en medio del Área Recreativa Nacional del lago Mead. Este automóvil pertenecía a Chris McCandless, quien tuvo que abandonarlo en ese lugar luego de decidir salirse de la autopista e ir por su propia ruta. Lamentablemente, una tormenta hizo que el cauce de agua subiera y el motor de su automóvil quedó completamente mojado. Sopesando las opciones, Chris decidió abandonarlo y sólo llevarse las cosas más importantes, también decidió quemar todo el dinero que llevaba consigo. Estos detalles se conocen gracias a que Chris los describió en un cuaderno que utilizaba a modo de diario y álbum fotográfico.
Durante el siguiente periodo de tiempo, Chris se alimentó principalmente de bayas silvestres y se movilizó haciendo autostop, situación que lo llevó a conocer a algunas personas con las que decidió no perder el contacto, entre ellas se encontraban Jan Burres y su novio Bob unos vagabundos motorizados que lo llevaron en su caravana.  Fue también durante este periodo que conoció a Wayne Westerberg.  Por otro lado, su familia preocupada por su desaparición contrató  a un detective privado para encontrarlo.
Luego se relata cómo Chris logró llegar hasta el río colorado y decidió continuar su viaje en canoa teniendo como destino Golfo de California. Durante su travesía se perdió varias veces, una de estas la describió en su diario de la siguiente manera: 

¡Al fin! Alex ha encontrado lo que parece ser el canal de Wellteco y se dirige hacia el sur. Las inquietudes y temores lo asaltan de nuevo al ver que el canal va estrechándose cada vez más […]. Los lugareños lo ayudan a cargar con la canoa para superar una esclusa […]. Alex descubre que los mexicanos son afectuosos y simpáticos; mucho más hospitalarios que los americanos […].
Jon Krakauer, Hacia rutas salvajes, p. 56

Posteriormente, logra llegar a su lugar de destino, pero al retomar su viaje en canoa se vuelve a perder y transita durante 36 días por playas desoladas, alimentándose con dos kilos de arroz que llevaba consigo. Esta última situación lo convenció de que era capaz de sobrevivir en Alaska.

### Capítulo 5: Bullhead City
El autor inicia el quinto capítulo con una cita del libro La llamada de la selva de Jack London y luego presenta la siguiente inscripción que Alex hizo en el interior del autobús y que hace referencia a este libro. 

¡Saludos a la poderosa bestia primitiva! ¡Y también al capitán Akab!
 Alexander Supertramp Mayo de 1992
Jon Krakauer, Hacia rutas salvajes

Se continúa la historia explicando que Alex dejó de escribir en su diario en el mismo momento en que su cámara de fotos se estropeó, tarea que retomó al año siguiente cuando se dirigió a Alaska. Lo que ocurrió en los meses siguientes se sabe gracias a una carta que Alex le envió a Jan Burres. 
Alex llegó a Bullhead City, una ciudad que le agradaba bastante. Sus palabras respecto a ella fueron las siguientes:

«Es un buen lugar para pasar el invierno. Puede que al final me establezca aquí y abandone mi vida de vagabundo. Veremos qué sucede cuando llegue la primavera, porque es la época en que me entran ganas de viajar.»
Jon Krakauer, Hacia rutas salvajes, p. 63

En la ciudad consiguió un trabajo como freidor de hamburguesas en un McDonald´s, en donde recibía constantes sugerencias respecto a su higiene. Un anciano que Alex describió como “lunático” lo dejó alojar en una caravana contigua a la suya. Aun así, después de tres semanas se cansó del trabajo y renunció.
Un día recibió una postal de Jan Burres en la que decía que lo visitaría el siguiente fin de semana, gesto que lo conmovió. No obstante, antes de que pudieran hacerlo encontraron a Alex en su campamento, lugar en donde se quedó a ayudarlos en un tenderete de libros que tenían en un mercadillo cercano.  Además, solía entrenarse para su viaje a Alaska del que hablaba a menudo con mucho entusiasmo. Después de un tiempo, una vez más, reanudó su viaje.

### Capítulo 6: El Desierto de Anza-Borrego
Se inicia el sexto capítulo con una cita del libro Walden o  la vida en los bosques de Henry David Thoreau. Esta es subrayada por Chris. 

Ningún hombre se guió jamás por su genio hasta el punto de equivocarse. Aunque el resultado fuera la postración física, o incluso en el caso de que nadie pudiera afirmar que las consecuencias habían sido lamentables, para tales hombres existía una vida conforme a unos principios más elevados. Si recibes con alegría el día y la noche, si la vida despide la fragancia de las flores y las plantas aromáticas, si es más flexible, estrellada e inmortal, el mérito es tuyo. La naturaleza entera es tu recompensa, y has provocado por un instante que sea a ti mismo a quien bendiga. Los grandes logros y principios son muy difíciles de apreciar. Dudamos de su existencia con facilidad. Pronto los olvidamos. Pero son la más elevada de las realidades […]. La auténtica cosecha de la vida cotidiana es tan intangible e indescriptible como los matices de la mañana o la noche. Es como atrapar un poco de polvo de las estrellas o asir el fragmento de un arco iris.
Henry David Thoreau, Walden o la vida en los bosques

El autor continúa explicando que el 4 de enero de 1993 recibió una carta de un llamado Ronald A. Franz, quien le pide que por favor le mandara un ejemplar de la revista en donde se cuente la historia de Alex, pues él lo llevó en su automóvil hacia Dakota del Sur en donde sacaron fotografías y tomaron vídeos del viaje. También le pide que esta información no sea divulgada. El autor explica que Alex conoció a muchas personas en su viaje, en las que dejó una “impresión indeleble”. Sin embargo, Ronald Franz, un anciano de 80 años, quien conoció al joven en enero de 1992, probablemente sea el más afectado con su muerte.
Después de despedirse de Jan, Alex acampó en Anza-Borrego. Este último era un territorio tan inhóspito que cuando sus provisiones se acababan, tenía que viajar 6 kilómetros hacia el lugar habitado más cercano para abastecerse. Una de las veces que hizo autostop fue Ronald quien lo llevó de vuelta. Posterior a esto, Ronald comenzó a visitar a Alex y rápidamente se encariñó con él, llegando a considerarlo como un hijo. Sin embargo, después de un tiempo Alex decidió ir a San Francisco, lugar en el que estuvo brevemente, pues no logró encontrar trabajo. Es en este momento cuando se contacta con Westerberg para que le de trabajo. A su regreso emprende junto a Ronald el viaje hacia Dakota del Sur.
Ronald lo llevó lo más lejos que pudo y durante el largo trayecto incluso le ofreció adoptarlo, situación que puso realmente incómodo a Alex. En algunas instancias Ronald grabó con su cámara de vídeo el paisaje y también a Alex, que se mostraba muy disgustado cuando lo hacía.  Finalmente lo dejó en el lugar que habían acordado. En esta instancia, el autor recalca que Alex se sentía aliviado de no generar ningún tipo de lazo de amistad fuerte con nadie.
Tiempo después de la partida de Alex, este le envió una carta a Ronald, en donde le remarcaba excesivamente que abandonara su vida insulsa. Siguiendo su consejo, Ronald vendió sus cosas y se compró una caravana, que condujo hasta el lugar en el que Alex acampaba en Anza-Borrego, donde vivió durante meses esperando a su regreso. Un día fue a Salton City para ver si había recibido alguna carta de Alex y de vuelta recogió a un par de jóvenes que hacían autostop y entabló una conversación en la que les contaba de Alex y de su travesía hacia Alaska. Sin embargo, uno de los chicos reconoció a Alex en su relato y tuvo que darle la triste noticia de su muerte. 

«Cuando Alex partió hacia Alaska, recé —recuerda Franz—. Le rogué a Dios que lo protegiera. Le dije que el chico era especial. Pero él lo dejó morir. Así que aquel 26 de diciembre, cuando descubrí lo que había ocurrido, abjuré de mi fe cristiana. Renuncié a la Iglesia y me convertí en ateo. Decidí que no podía seguir creyendo en un dios que había permitido que algo tan horrible le sucediera a un chico como Alex.
Jon Krakauer, Hacia rutas salvajes, p. 91

### Capítulo 7: Carthage (II)
Este capítulo inicia con una cita del libro Las aventuras de Huckleberry Finn de Mark Twain, seguido de un extracto del libro Solitude: A Return to the Self de Anthony Storr, que habla sobre las razones por las que alguien pueda optar por el aislamiento.
En este capítulo, se narra cómo Alex llegó hasta Dakota del Sur y se comenta que durante las cuatro semanas que trabajó con Westerberg realizó su trabajo con arduo esfuerzo. También se habla sobre la rutina que Alex seguía y su relación con Westerberg y la familia de este. Además, se comenta que durante las veces que fue a algún bar junto a Wayne y sus trabajadores, Alex nunca habló de chicas o se interesó por ellas (tampoco por chicos), por lo que el autor alude a que este celibato se debía a que el joven se sentía más atraído hacia la vida que a cualquier otra cosa en el mundo.
Al retomar su viaje, se menciona que cuando Alex se despidió de Borah, la novia de Wayne, ella se dio cuenta de que él estaba llorando:

«Eso me asustó. Al fin y al cabo, no pensaba pasar tanto
tiempo fuera. Me imaginé que no estaría llorando a menos que supiera que iba a afrontar grandes peligros y podía no regresar. En aquel momento empecé a tener el presentimiento de que no volveríamos a verlo más.»
Jon Krakuer, Hacia rutas salvajes, p. 102

Durante el siguiente mes, Chris envió postales a Westerberg y a Jan Burres en las que les contaba que por fin se adentraría en rutas salvajes.

### Capítulo 8: Alaska
El octavo capítulo inicia con una cita del libro In Search of the Miraculous de Theodore Roszak y luego continúa con un el siguiente extracto:

En América tenemos la tradición de El gran río de los dos corazones: llevamos nuestras heridas a la naturaleza en busca de algo que las sane, de una cura, una conversión o un bálsamo. Tal como sucede en el relato de Hemingway, esto funciona si las heridas no son muy graves. Pero ahora no estamos en el Michigan de Hemingway o, para el caso, en los grandes bosques del Misisipí de Faulkner. Estamos en Alaska.
Edward Hoaglanf, Up the Black to Chalkyitsik

Cuando se conoció el caso de Chris, muchas personas comenzaron a especular sobre él y sus circunstancias. Algunos llegaron a decir que tenía trastornos mentales o que buscaba suicidarse. En ese tiempo, llegaron muchas cartas en las que se criticaba a Chris por las decisiones que tomó durante su aventura. En Alaska la mayoría de las personas creía que el joven simplemente era un chico que subestimó la naturaleza y que en vez de encontrar una idealizada respuesta a sus problemas, terminó falleciendo. Además, los lugareños comentaron que Alex no era la primera persona a la que se le ocurría hacer una hazaña como esta, hubo muchas personas que hicieron lo mismo y terminaron de igual manera, como pasó en los casos de: Rosellini, John Mallon, Waterman y Carl McCunn. El autor hace una comparación entre estas personas y Chris, y llega a la conclusión de que a pesar de que todos buscaban experimentar cosas desconocidas, Cris no era igual al resto:

McCandless no parece encajar demasiado con el prototipo de víctima de la montaña. Pese a su temeridad, su desconocimiento de las reglas básicas de la vida en el monte y su imprudencia rayana en la insensatez, no era un incompetente. No habría sobrevivido durante 113 días en el caso de serlo. Tampoco era un chiflado, un asocial o un marginado. McCandless era diferente, aunque lo difícil es establecer en qué consistía esta diferencia. Quizá fuese un peregrino.
Jon Krakauer, Hacia rutas salvajes, p. 124 

El autor señala que para comprender mejor a Chris, debía de compararse el caso con el de Everett Ruess.

### Capítulo 9: La Garganta de Davis
El noveno capítulo empieza con un pasaje de la última carta que Everett Ruess le escribió a su hermano, y luego continúa con una cita del libro Mormon Country de Wallace Stegner que también habla sobre Ruess.
En este capítulo, se habla sobre este joven que en 1934 desapareció sin dejar rastro en el desierto de Utah. Krakauer comenta algunas de las semejanzas que tenía con Chris, tales como su corta edad o el hecho de que ambos usaban un seudónimo (en el caso de Ruess: Nemo). La Garganta de Davis fue el último lugar en donde este chico grabaría una inscripción con su seudónimo. Posteriormente, el autor narra diversos acontecimiento de la vida del joven que lo llevarían a tomar la misma decisión de Chris y describe su fascinación por la naturaleza. En algunas de las cartas que escribió, habla sobre esto:

Cada vez estoy más seguro de que siempre seré un caminante solitario que vaga por tierras salvajes. ¡Dios mío, cómo me atrae el camino que tengo ante mis ojos! No puedes entender la irresistible fascinación que ejerce sobre mí. Después de todo, la mejor senda es la más solitaria […].
Jamás dejaré mi vida itinerante. Y cuando llegue mi hora encontraré el lugar más agreste, solitario y desolado que exista.
Jon Krakauer, Hacia rutas salvajes, p. 132

Con el fin de comprender mejor tanto a Ruess como a Chris, el autor los compara con la historia de unos monjes irlandeses, en las que estos últimos emprendían sus viajes para buscar lugares solitarios donde vivir y no lo hacían ni por el honor ni por la riqueza.

### Capítulo 10: Fairbanks
Este capítulo inicia con la noticia del The New York Times sobre la muerte de Chris, publicada el 13 de septiembre de 1992. En ella se relata el hallazgo del cuerpo y se menciona la edad del joven y las notas de socorro que dejó en el lugar de su muerte. A pesar de esto, nadie sabía que el cadáver pertenecía a Chris, pues no llevaba ningún documento consigo. Las fotografías que el chico sacó durante su viaje, fueron el único elemento que logró ayudar a dilucidar su identidad. Posterior a esto, se cuenta como Jim Gallien reconoció a Alex en el periódico y fue a hablar con la policía. Además, relata como Westerberg se enteró de la noticia y explica como este fue quien le dio a la policía el número de seguro social de Chris, que les permitió contactarse con Sam, el hermano de Chris. 

Sam y Chris se llevaban nueve años. Unos días antes había leído un breve artículo sobre el autostopista en el Washington Post, pero reconoce que «no se me ocurrió pensar que podía tratarse de Chris. Nunca me pasó por la
imaginación, la verdad. Resulta irónico, porque recuerdo que leí el artículo y pensé: "¡Dios mío! ¡Qué tragedia! Lo siento por la familia de este chico, sean quienes sean. ¡Qué historia más triste!"»
Jon Krakauer, Hacia rutas salvajes, p. 145

A continuación, el autor narra la forma en la que Sam se entera de la muerte de su hermano y sus sentimientos al darse cuenta de que tendría que ser el quien se lo comunicara a su familia. 

### Capítulo 11: Chesapeake BeachBeach
El autor comienza el undécimo capítulo con la siguiente cita del libro Doctor Zhivago de Boris Pasternak:

Todo había cambiado de repente: el tono, el clima moral. No sabias qué pensar, a quién escuchar. Era como si durante toda tu vida te hubieran llevado de la mano como a un niño pequeño y, de pronto, te encontraras solo y tuvieras que aprender a andar. Ya no quedaba nadie, ni la familia ni las personas cuya opinión merecía tu respeto. En aquel tiempo sentías la necesidad de comprometerte con algo absoluto —la vida, la verdad o la belleza— que gobernara tu vida y reemplazara unas leyes del hombre que habían sido descartadas. Sentías la necesidad de entregarte a una meta ultima con todas tus fuerzas, sin reservas, como no habías hecho nunca en los apacibles viejos tiempos, en la antigua vida que ahora estaba abolida y había desaparecido para siempre.
Boris Pasternak, Doctor Zhivago

Samuel Walter McCandless Jr. era el padre de Alex, un hombre que cometió muchos errores en su vida. Sin embargo, esto no fue un motivo para que él no fuera capaz de darle lo mejor a su hijo Chris. Samuel se casó y de este matrimonio nacieron sus primeros 6 hijos, luego se divorció y volvió a casarse con Billie, y con quien tuvo a Chris y a Carine McCandless.
Cris era muy parecido a su padre debido al espíritu que tenían. No obstante, heredó su amor por la naturaleza y los animales por parte su abuelo, Loren Johnson, quien sin duda fue uno de los principales motivos para hacer su viaje a Alaska.  En uno de los pasajes del capítulo, Samuel se cuestiona:  

«¿Cómo es posible que un chico tan compasivo pueda causar tanto dolor a sus padres?», se pregunta en voz alta mientras contempla con mirada ausente la bahía de Chesapeake”
Jon Krakauer, Hacia rutas salvajes, p. 148

Finalmente se describen algunas características sobre Chris tales como su buen estado físico, la habilidad que poseía para hacer negocios con la gente, su poder de convencimiento, su habilidad para llegar a las personas de manera directa y su manera natural de persuadir a los demás.

### Capítulo 12: Annandale
Este capítulo empieza con la siguiente cita del libro Walden o la vida en los bosques del autor Henry Davis Thoreau:

Más que el amor, el dinero o la fama, deseo la verdad. Me senté́ a una mesa donde había manjares exquisitos y vino en abundancia, rodeado de comensales obsequiosos, pero carente de verdad y sinceridad. Me alejé de esa mesa inhóspita sintiendo todavía hambre. La hospitalidad era tan fría como el hielo.
Henry David Thoreau, Walden o la vida en los bosques

Tras haberse graduado del instituto, Chris le regaló un telescopio a su padre para su cumpleaños. Carine explica que toda la familia recordaba la vez en que Chris casi muere en el desierto y como todos ellos se preocuparon bastante. Luego de llegar desde Colorado y de haber estado a punto de morir, un cambio se produjo en Chris. Sin embargo, nadie fue capaz de comprender como este cambio se tradujo en unas irrefrenables ganas de salir a explorar lo inhabitable.
La etapa universitaria de Chris fue ejemplar, pues tenía notas bastante altas. A pesar de esto, no podía contener su espíritu aventurero, razón por la cual mantuvo varias discusiones con sus padres, quienes se oponían a esta motivación. No obstante, Chris se mantuvo firme en sus convicciones. Según Carine, con el tiempo la actitud de su hermano empezó a cambiar, volviéndose más retraído. También ocurrieron peleas entre él y su padre debido al primer matrimonio de este último.

Estaba segura de que había oído un grito de Chris —insiste, mientras las lágrimas corren por sus mejillas—. Nunca lo olvidaré. No estaba soñando. No fueron imaginaciones mías. ¡Oí́ su voz! Suplicaba: "¡Mamá, ayúdame!" Pero no podía ayudarlo porque no sabía dónde estaba. Fue todo lo que dijo: "¡Mamá, ayúdame!
Jon Krakauer, Hacia rutas salvajes, pp. 177-178

Habían pasado dos años ya desde que Chris abandonara Atlanta, Samuel, agrega que, de haber sabido el paradero de su hijo, habría hecho todo para ir en su búsqueda y llevarlo de vuelta a casa.

### Capítulo 13: Virginia Beach
El capítulo parte con una cita del libro The Stars, the Snow, the Fire Twenty-Five Years in the Northern Wilderness del autor John Haines.
A continuación se relata la cercana relación de Carine con su hermano Chris y se mencionan las cosas en común que ellos tenían tales como la indignación ante la discriminación racial y los conflictos con sus padres durante la adolescencia. Sin embargo, a pesar de eso, ella comenta que jamás sería capaz de adentrarse sola en un lugar tan alejado de la civilización. También relata el día en el que se enteró de la muerte de su hermano.
Carine se encontraba bañando a su perro, cuando llegó su esposo y fue con él al interior de la casa. La cara de su marido le hizo suponer que algo iba mal, hasta que finalmente le contó que su hermano había fallecido. Carine negó con todas sus fuerzas está afirmación diciendo que su hermano estaba vivo. No obstante, después lloró durante cinco horas de tal manera que su esposo temió que los vecinos llamasen a la policía pensando que le estaba haciéndole daño a Carine.
Al día siguiente, Carine junto a Sam, su hermanastro, fueron a buscar las pertenencias que habían sido encontradas junto al cuerpo sin vida de Chris, también les entregaron sus cenizas. Finalmente, se relata la pérdida de peso que sufrió Carine y su madre después de la muerte de Chris. El autor termina el capítulo citando a la madre de ambos:

«Sencillamente no lo entiendo. No entiendo por qué tuvo que correr tantos riesgos —dice Billie, con los ojos arrasados en lágrimas—. No lo entiendo en absoluto.»
Jon Krakauer, Hacia rutas salvajes, p. 185

### Capítulo 14: El Casquete Glaciar de Stikine (I)
La primera cita de este capítulo es de Henry David Thoreau. La segunda, pertenece al libro Letters from a Man el cual hace referencia a la vida en la montaña, y al deseo inconcebible de escalar.

Ahora no sabría decir con exactitud cuáles fueron las circunstancias de rodearon mi primera ascensión, hace ya mucho tiempo. Sólo sé que sentía escalofríos según iba avanzando (recuerdo con claridad que estuve solo toda la noche) y que luego ascendía a un ritmo constante por una ladera rocosa cubierta de árboles dispersos y poblada de animales salvajes, hasta que casi me perdí entre las nubes y el aire seco de las alturas, como si hubiera traspasado la línea imaginaria que separa la colina -mera tierra amontonada- de la montaña y la montaña de la grandeza y sublimidad supraterrenas. Lo que caracteriza esa cumbre que surge por encima de la línea terrestre es que jamás ha sido hollada, que es imponente y grandiosa. Nunca podrá convertirse en un lugar familiar; en el instante que pones el pie en ella, te pierdes. Conoces el camino de regreso, pero vagas emocionado sobre la roca desnuda en la que no hay trazado ningún sendero, como si la cumbre estuviera compuesta de nubes y aire solidificado. Esa cumbre pétrea y brumosa, escondida entre las nubes, es mucho más estremecedora, imponente y sublime que el cráter de un volcán que vomite fuego.
Henry David Thoreau, Diario

En este capítulo el autor relata la escalada que realizó en El Pulgar del Diablo cuando tenía 23 años (era un año menor que Chris cuando desapareció). Compara la relación que él y Chris tenían con sus padres, ambos autoritarios, situación que provocó en ellos un sentimiento de rabia que a la vez impulsaba sus ganas de salir y explorar lo desconocido.
Durante su juventud, Jon desarrolló un fuerte interés por el alpinismo, siendo El Pulgar del Diablo la montaña que logró captar su atención. A menudo, él se preguntaba que se sentiría estar en la cima de aquella montaña, si sentiría miedo o si sería capaz de mantener el equilibrio y no caer desde lo alto. Es así como Jon decide escalarla, pensando que lograr está hazaña cambiaría su vida.
Al llegar a Petersburg, un puerto que se encontraba a 40 kilómetros del inicio del ascenso. John le pagó 150 dólares a un piloto para que este le dejara caer provisiones desde los aires para sobrevivir las tres o cuatro semanas que se estimaba duraría su aventura.
El 11 de mayo comenzó a escalar la montaña, logrando subir hasta 1000 metros de altura. Sin embargo, durante su difícil escalada, el término de la capa de hielo sobre la roca hizo que uno de los piolets sufriera daños en la punta, obligándolo a descender. 

Agarrotado por el miedo, empecé a descender con movimientos inseguros. El espesor de las placas de hielo fue en aumento. Después de descender unos 25 metros, llegué por fin a una zona que parecía razonablemente sólida. Me detuve un rato para calmarme.
Jon Krakauer, Hacia rutas salvajes, p. 202

Sin encontrar ningún camino seguro que le permitiera seguir ascendiendo, su único camino posible era ir hacia abajo, no había posibilidades de ascender hacia la cumbre, por lo que no tuvo más alternativa que comenzar el descenso.

### Capítulo 15: El Casquete Glaciar de Stikine (II)
La primera cita de este capítulo pertenece al libro The Mountains of California de John Muir. Mientras que la segunda pertenece a un extracto del libro The Dead Father de Donald Barthelme, en el que se muestra la furia de un hijo hacia su padre por no haber apreciado el amor que este sentía por él.
Tras el primer intento fallido de llegar a la cima del Colmillo del diablo, Jon, instala su campamento un poco más abajo. Intentó subir nuevamente, pero esta vez casi quedó sepultado por la nieve en su vivac. Entonces, recordó que por la cara sur de la montaña podía subir. Incapaz de soportar la idea de llegar a su tierra natal sin haber llegado a la cima y darles en el gusto a todos aquellos que lo juzgaron o se rieron de su idea, Jon decidió subir a toda costa la montaña hasta que llegó a su cima.

En aquella época, la muerte era para mí un concepto tan abstracto como la geometría no euclidiana o el matrimonio. Aún no percibía su terrible significado ni el dolor devastador que puede causar entre las personas que aman al que muere. El oscuro misterio de la mortalidad me fascinaba. No podía resistir la tentación de escapar hacia el abismo y atisbar desde el borde.
Jon Krakauer, Hacia rutas salvajes, p. 218

Luego de unos 20 días de aventura logró que un leñador que paseaba en su lancha lo llevara de vuelta a Petersburg.

### Capítulo 16: El interior de Alaska (II)
Este capítulo empieza con la cita del libro Wilderness and The American Mind del autor Roderick Nash

La naturaleza atraía a todos aquellos que se sentían asqueados o estaban hartos del hombre y sus obras. No sólo ofrecía una escapatoria de la sociedad, sino que representaba el escenario ideal para que el individuo romántico practicara el culto a la propia alma que con frecuencia lo caracterizaba.
La soledad y la libertad absoluta de la naturaleza constituían un entorno perfecto para la melancolía y la exultación.
Roderick Nash, Wilderness and the American Mind

El otro extracto seleccionado para este capítulo es de Estwick Evans, y pertenece a una descripción que éste hace al encontrarse con los paisajes del Oeste en 1818. 
Finalmente, Chris estaba en dirección a lo que sería su gran aventura. Luego de dejar Dakota del Sur llegó hasta Liard River y desde ahí un hombre lo llevó hasta Fairbanks, donde se encontró con Jim Gallien, la última persona a la que vio.
En este capítulo se relatan los meses que Chris estuvo en el autobús. Se menciona su mala suerte a la hora de cazar para poder alimentarse, aunque también aquellos días en los que su habilidad mejoró y logró conseguir un festín más suculento. Por último, cuando Chris cree que ya ha vivido lo suficiente en la naturaleza, decide volver por donde mismo había llegado. Sin embargo, rápidamente se da cuenta de que el cauce del río por el cual había cruzado anteriormente había aumentado debido a las lluvias y al derretimiento de la nieve. Chris había mencionado antes que le daba pánico el agua. No era un buen nadador, por lo que intentar cruzar el río habría sido suicidio. 
En este capítulo, también se menciona que Chris terminó de leer el libro Felicidad Familiar de León Tolstoi. A continuación, se muestra una cita que Chris subrayó:

He pasado por muchas vicisitudes y ahora creo haber descubierto qué se necesita para ser feliz. Una vida tranquila en reclusión en el campo, con la posibilidad de ser útil a aquellas personas a quienes es fácil hacer el bien y que no están acostumbradas a que nadie se preocupe por ellas. Después, trabajar, con la esperanza de que tal vez sirva para algo; luego el descanso, la naturaleza, los libros, la música, el amor al prójimo… En esto consiste mi idea de felicidad.
León Tolstoi, Felicidad familiar

Al ver la situación en la que se encontraba, y sin un mapa del lugar, su mejor opción era ir de vuelta al autobús y eso fue lo que finalmente hizo.

### Capítulo 17: La Senda de la Estampida (II)
Este capítulo inicia con una cita del libro Ktaadn de Henry Thoreau. En ella se señala el encuentro del hombre con la naturaleza, basta y sin intervención humana, tal cual había sido creada hace miles de años.
Jon junto a tres compañeros, se encuentra en la orilla opuesta de aquel río que Chris no pudo cruzar. A unos 800 metros del lugar donde él se estaba, había una estación fluviométrica que tenía un cable que cruzaba de extremo a extremo el río, y que los cazadores, ayudados por una canasta la utilizaban para llegar hasta el otro lado del río cuando su caudal crecía. Finalmente, cuando llegan al autobús se dan cuenta de que muchas de las pertenencias de Chris aún estaban en el lugar, como su cepillo de dientes, unos jeans, las botas para el agua, entre otros. Al atardecer, mientras comían, discutieron las razones que llevaron a Chris hasta la muerte, su arrogancia, sus errores y algunas similitudes con alguno que otro personaje que había hecho hazañas similares. Uno de los amigos que acompañó a Jon durante el viaje expresó lo siguiente: 

Supongo que en la época de mis primeros viajes por el interior de Alaska me parecía mucho a McCandless. Era tan inexperto como él, y mis ansias de aventura eran las mismas. Estoy seguro de que muchos habitantes de Alaska también tenían mucho en común con McCandless cuando llegaron aquí por primera vez, incluyendo quienes lo critican. Tal vez por eso son tan duros con el muchacho. Quizás les evoca demasiados recuerdos sobre sus propias actitudes.
Jon Krakauer, Hacia rutas salvajes, pp. 257-258

Finalmente, el Sol hace su aparición en el horizonte y Jon decide que es tiempo de dormir, se le pasó por la cabeza ocupar el autobús, pero luego lo reconsideró y simplemente durmió al lado de la fogata junto a sus compañeros.

### Capítulo 18: La Senda de la Estampida (III)
La primera cita con la que nos encontramos pertenece al libro The Hungry Summer de John Campbell y en éste se describe la difícil vida de un cazador, en la que se presenta la constante preocupación de no encontrar comida o que alguna trampa falle. Luego sigue una cita del libro Doctor Zivago de Boris Pasternak. Éste es un extracto subrayado en uno de los libros encontrados junto al cadáver de Chris, que relata el camino hacia la preparación espiritual mediante la religión.
Una vez que Chris regresó a su refugio, siguió recolectando y cazando. A un par de kilómetros desde el autobús había una cabaña en la que podría haberse abastecido de comida si hubiera contado con un mapa que le indicara su ubicación. Sin embargo, no tenía nada que le indicara la cabaña o la existencia de un cable para cruzar el río. 
Se cree que posiblemente Chris haya muerto envenenado tras haberse confundido entre dos tubérculos demasiado similares, pues durante sus últimos días se sentía débil. Algunas personas especulan sobre por qué Chris no hizo señales de humo en una fogata. Considerando esto último, por la zona en la que él se encontraba no circulaban aviones, por lo que tendría que haber causado un incendio para lograr salvar su vida. Sin embargo, según su hermana, él hubiera sido incapaz de hacer algo así. A continuación, se presenta una nota de auxilio que Chris dejó un día cuando salió a buscar bayas:

S.O.S. Necesito que me ayuden. Estoy herido, moribundo, y demasiado débil para salir de aquí a pie. Estoy completamente solo. No es una broma. Por Dios, le pido que se quede para salvarme. He salido a recoger bayas y volveré esta noche. Gracias.
Jon Krakauer, Hacia rutas salvajes, p. 273

Además, durante su última semana de vida logró escribir un último mensaje:

He tenido una vida feliz y doy gracias al señor. Adiós y que Dios os bendiga.
Jon Krakauer, Hacia rutas salvajes, p. 275

Una de las  últimas cosas que Chris hizo fue tomarse una fotografía en el autobús, en la que se puede apreciar su falta de alimentación. En la foto se ve el majestuoso cielo de Alaska y en su mano sostiene el mensaje de auxilio dejado en su refugio.

### Epílogo
El epílogo comienza con la siguiente cita del libro Scrambles Amongst the Alps de Edward Whymper

El último recuerdo triste todavía me acecha y a veces me envuelve como si fuera una neblina, aislándome de la luz del sol y enfriando el entusiasmo de los momentos más felices. He sentido alegrías tan grandes que no puedo describirlas con palabras y penas en las que ni siquiera me atrevo a pensar. Y cuando pienso en todo ello, me digo: escala si quieres, pero recuerda que el coraje y la fuerza no son nada sin la prudencia, y que un descuido momentáneo puede destruir la felicidad de toda una vida. No hagas nada con precipitación; vigila cada paso que des, y, desde el principio, piensa en cuál puede ser el final.
Edward Whymper, Scrambles Amongst the Alps

El siguiente extracto pertenece al libro Holy the Firm de Annie Dillard, que aparentemente relata el momento en que una persona se da cuenta de que morirá.
En esta últimas parte, ya han pasado 10 meses desde que se le informara a la familia McCandless sobre la muerte de Chris. La familia decide hacia Alaska al autobús que albergó los últimos instantes de vida del joven. Su madre mientras observa el paisaje percibe lo que quizás haya sentido su hijo en aquel lugar, la hermosura que lo rodeaba. Entran en el autobús y reconocen un cubierto que pertenecía a su casa en Annandale. Walt coloca una placa conmemorativa en el autobús, Billie deja un ramo de flores, debajo de la cama dejan un maletín de primeros auxilios, latas de comida y artículos de primera necesidad y una nota para algún futuro ocupante del autobús en la que se le dice que se comunique con sus padres lo antes posible, pues ellos saben lo que se siente no saber nada sobre un hijo durante un largo periodo de tiempo.

La mayor parte de las cosas pueden cambiarse, pero ésta no. No sé si algún día podré superarlo. No pasa un solo día sin que recuerde el momento en que se fue. Es una herida que siempre está ahí. Unos días son mejores que otros, pero tendré que vivir con ello.
Jon Krakauer, Hacia rutas salvajes, p. 281

Por alguna razón, Billie se siente reconfortada al saber que su hijo pasó sus últimos momentos en aquel lugar. Incluso, lo compara con el paisaje de Colorado, deduciendo que quizás eso fue lo que cautivó a su hijo.

## Adaptación cinematográfica
Durante el 2007, se llevó a cabo una adaptación cinematográfica del libro a cargo del director Sean Penn. El actor encargado de interpretar a Christopher McCandless fue Emile Hirsch.
La película recibió una gran variedad de nominaciones en distintos Premios, entre las que se encuentran dos nominaciones a los Oscar en las categorías de mejor actor de reparto (Hal Holbrook) y montaje, dos a los Globo de Oro, siete a los Critics' Choice Awards y tres en la Asociación de Críticos de Chicago.